# Armada nilotica
Espèce
Armada nilotica est une espèce de lépidoptères (papillons) de la famille des Noctuidae. On la trouve dans le nord du Sinaï, en Égypte et dans le Néguev.
Il y a une seule génération par an. Les adultes volent de mars à mai.
Les chenilles se nourrissent d'Heliotropium luteum et Heliotropium arabense.